# 這些年那些事
《這些年，那些事》（英語：Never Forget Then），2017年臺灣電視劇，為中國電視公司、中天電視自製八點檔，豐禾多媒體製作，安俊朋、宇珊、沈建宏、金凱德領銜主演。於2016年11月29日定裝，2016年12月21日開鏡，2017年2月28日殺青，中視主頻、中天綜合台於2017年3月28日上檔。以民國60年代眷村為背景。

## 播出時間

### 首播
| 頻道       | 所在地 | 播映日期      | 播出時間                   |
| ---------- | ------ | ------------- | -------------------------- |
| 中視主頻   | 臺灣   | 2017年3月28日 | 每週一至週五 20:00 - 21:00 |
| 中天綜合台 | 臺灣   | 2017年3月28日 | 每週一至週五 21:00 - 22:00 |

### 重播
| 頻道       | 所在地 | 播映日期      | 播出時間                   |
| ---------- | ------ | ------------- | -------------------------- |
| 中視主頻   | 臺灣   | 2017年3月29日 | 每週一至週五 23:00 - 24:00 |
| 中視主頻   | 臺灣   | 2017年3月29日 | 每週二至週六 01:00 - 02:00 |
| 中視主頻   | 臺灣   | 2017年3月29日 | 每週一至週五 04:00 - 05:00 |
| 中視主頻   | 臺灣   | 2017年3月29日 | 每週一至週五 13:00 - 14:00 |
| 中天綜合台 | 臺灣   | 2017年3月29日 | 每週二至週六 01:00 - 02:00 |
| 中天綜合台 | 臺灣   | 2017年3月29日 | 每週一至週五 07:00 - 08:00 |
| 中天綜合台 | 臺灣   | 2017年3月29日 | 每週一至週五 12:00 - 13:00 |
| 中天綜合台 | 臺灣   | 2017年3月29日 | 每週一至週五 20:00 - 21:00 |
| 中視菁采台 | 臺灣   | 2020年7月31日 | 每週一至週五 15:00 - 16:00 |
| 中視菁采台 | 臺灣   | 2020年7月31日 | 每週一至週五 23:00 - 24:00 |

## 演員列表

### 主要演員
| 演員                 | 角色   | 介紹 |
| 安俊朋               | 趙家駿 | 從小沒媽，由父親大老趙一手帶大。個性剛烈、講義氣，好打抱不平，老被誤會愛打架。對讀書沒興趣，一心想趕緊出社會賺錢。聽人家說碼頭上的捆工薪水好，沒有一技之長的他老想著高中畢業後、入伍當兵前就要去當碼頭捆工好好掙錢，打算退伍後努力存錢買輛貨卡自己當貨運老闆。雖然總是把羅將軍的女兒羅琳當成心中女神，對於青梅竹馬的方晨曦，只當作一輩子的好朋友，卻始終分不清晨曦和羅琳，哪個才是他心中的真愛？他爸去世了，他沒有辦法走出來……                       |
| 劉宇珊 （Popu Lady） | 方晨曦 | 晨曦：早晨的太陽，不但帶來光明和希望，還讓人覺得很溫暖。女，17歲。心裡眼裡都只有青梅竹馬的家駿，從小跟在家駿屁股後邊跑，專門替他把風、收爛攤、無條件支援。個性直爽豪邁，頭腦聰明功課好，對小兒麻痺的弟弟特別照顧，閒暇時一定幫忙父母做饅頭包子及外出叫賣。考量到家裡經濟和弟弟的殘疾，打定主意放棄升學，一心想接手父親的饅頭舖，和趙家駿一起替將來努力打拼。儘管明知道家駿心裡有個女神羅琳，卻還是死心塌地的把他當成這輩子的唯一，直到陳文輝的出現…… |
| 沈建宏               | 陳文輝 | 從北部轉回漁村的富家子，瀟灑不羈，自命不凡。雖然阿爸金生已經金盆洗手，卻仍一心想子承父業、當個八面威風的黑道老大。對晨曦是一見鍾情，用盡手段極力討好追求，雖然總趕不過家駿在晨曦心中的地位，反而越挫越勇、屢敗屢戰，心甘情願地守護晨曦。對家駿的敵視當中還帶著欣賞，兩人是否有機會化敵為友、惺惺相惜？ |
| 金凱德               | 羅琳   | 女，17歲，將軍之女，秀外慧中，氣質出眾，既是民族高中的校花，當然也是包含趙家駿在內所有男學生眼中的女神，與「將軍千金」的身分相襯，品學兼優，琴棋書畫無一不精。和晨曦同班許久，直到畢業這年才因為家駿的緣故，彼此開始熟悉。對家駿從起初的好奇到漸漸同情，甚至起了莫名的情愫，不由自主羨慕起晨曦的敢愛敢恨，下定決心追求心中的真愛，但卻遭到父親羅將軍的反對……                                                                                         |

### 其他演員
| 演員   | 角色            | 介紹 |
| 劉德凱 | 趙天佑 (大老趙) | 家駿的爸爸，獨自一人拉拔家駿長大，卻從未向家駿透露關於生母的任何細節，加上高壓式的打罵教育，造成父子關係越來越緊張。大老趙退伍之後，就以踩三輪車把維生，與軍中同袍老方交情匪淺，火爆個性也是全村皆知，對門的李阿姨就成了父子間的潤滑劑。其實，大老趙一直守著一個秘密，打算就這樣帶進墳墓裡去……                                                                                 |
| 陸明君 | 李阿姨          | 溫柔善良，喪偶無子，獨居在眷村裡，特別照顧住在對門的大老趙、家駿父子，是家駿生命裡僅次於晨曦的溫暖關懷。靠著精湛的針線活替街坊修改衣服維生，年節時還會製作手工臘肉販賣。一相情願的對大老趙日久生情，可惜粗線條的大老趙始終沒有察覺。 |
| 陳志強 | 陳金生          | 文輝的父親，金盆洗手的黑道大哥。厭倦了腥風血雨的江湖生活，舉家遷回純樸漁村，藉著從前攢下的財富買下了幾條漁船的小船隊，本想藉此以漁貨買賣回饋鄉里，但在出馬競選漁會代表失利之後，還因不明原因被捲入走私案件，一度遭警方拘留，不免懷憂喪志。個性恩怨分明，對情義二字特別看重，總是堅持不讓文輝步上自己的後塵，反而讓文輝不諒解，父子間難得能有一場好好對話，還得靠太太淑卿傳話。 |
| 唐玲   | 李淑卿          | 金生的妻子，文輝、文玲的母親。溫柔嫻淑、勤儉持家，是個標準的台灣好女人，當然也是在外打拼大半輩子的金生最倚靠的賢內助。真要從淑卿身上挑出缺點的話，大概就數溺愛兒女這一項；但是在金生遭拘留的那段期間，淑卿也獨自撐起了這個家，帶著文輝、文玲走出這段晦暗期。 |
| 艾偉   | 方友信 (老方)   | 標準的山東大老粗，退伍後靠著小時候跟爹媽學的麵食手藝，做饅頭包子養活一家人。 雖然在台灣落地生根，卻有濃濃的鄉愁，老想著總有一天要回家，回到山那邊的家鄉去。疼老婆、愛孩子，雖然嘴笨不說，卻總用溫暖的行動表達他對家人的愛。 |
| 張瓊姿 | 紀秀嵐          | 精明幹練，曾是走闖上海灘的女買辦，戰爭爆發後央著老方帶自己走，兩人到台灣後便辦理結婚，替老方生了兩個孩子，因為見過世面，和老方想著要回家不一樣，認為立足台灣，一樣可以放眼世界，積極鼓勵方晨曦走出去！ |
| 鄭平君 | 羅建成          | 男，55歲，現任團管區司令，官拜中將，曾是大老趙和老方最敬愛的長官，照顧部屬不遺餘力。生性嚴謹，行事穩健而低調。對獨生愛女羅琳的管教特別嚴厲，但也沒少了疼愛。當發現羅琳對天差地遠的家駿有了遐想，不得不極力阻攔。 |
| 李信恩 | 王漢民          | 羅將軍的部屬。 |
| 鄭人碩 | 阿雄            | 年少時曾跟著金生闖蕩江湖，在金生退隱轉行之後，順勢接收了大部分地盤，成為獨霸一方的角頭勢力。因為出身低微的緣故，對金錢、權勢有異常的渴望，漸漸無法滿足於收收市場攤商的保護費，甚至連地下賭場的收益也不看在眼裡，野心日益膨脹，曾經如父如兄的金生，反而成了他前進路上的一大障礙。                                                                                               |
| 林道遠 | 劉俊偉 (阿偉)   | 文輝身邊的死忠跟班，是文輝的軍師、跑腿、肉盾、兼出氣包的萬用型跟班。 |
| 孫綻   | 江家寶 (大寶)   | 家駿的好哥兒們之一，平時溫和敦厚，但遇到家駿出頭的場合，二話不說就跟著動手，甚至往往衝在家駿的前頭。和家駿一樣不愛念書，只想著早點報考軍校，減輕家裡的負擔。 |
| 蔡承邑 | 苟建國 (狗子)   | 家駿的哥兒們之二，個性既古怪又衝動，肚子滿滿的餿主意。同樣是家境貧困，養成狗子小氣又貪財的習性，常常惹出麻煩靠家駿出馬收拾，也少不了讓呂教官在校園裡追著跑的機會。 |
| 楊恩緹 | 蔣麗慧          | 女，17歲，晨曦、羅琳的同班同學，經常黏著羅琳示好，暗戀趙家駿。 |
| 李富群 | 方台生          | 晨曦的弟弟，因為輕微的小兒麻痺而行動不便，不僅晨曦特別疼愛，連家駿、大寶、狗子這些兄長也十分照顧他。沉迷漫畫、個性鬼靈精怪，有著無數的小聰明卻無心學業，成天跟在家駿身邊鬼混，視家駿為未來姊夫唯一人選。 |
| 謝寶萱 | 陳文玲          | 陳文輝的妹妹，剛從寄養的親戚家回來念高中家，雖然多少會與父親及哥哥感覺較疏遠，但卻無損她的嬌蠻任性驕縱。 |
| 彭毓   | 呂方華          | 女，32歲，民族高中軍訓教官，學生背地裡叫她魔鬼女教官，雖然表面上嚴格，卻是真心關懷每一個學生，特別像家駿這樣的單親孩子。 |
| 楊潔玫 | 美華            | 女，趙家駿親生媽媽。曾經因為被一位軍人性侵丟石頭反擊而成為軍妓，後來與軍中的其中一人生下家駿，並托給大老趙養育。之後自己離開，與別的男人一起生了孩子，從不去看望家駿和大老趙，直到大老趙死了，才去醫院看剛死不久的大老趙，但李阿姨不讓她進去，因為她之前沒去看過大老趙和家駿。後來家駿漸漸從悲傷情緒中走出來，才讓美華到家裡給大老趙上一炷香。                                 |
| 王竣民 | 小吳            | 男，沈建宏爸爸經營的船公司裡的船長之一，非常欣賞趙家駿的刻苦耐勞，並有心提拔他成為船員。 |

## 電視劇歌曲
| 曲別   | 歌名           | 演唱者 | 作詞                   | 作曲             |
| 片頭曲 | 每一天         | 傅又宣 | 傅又宣                 | Skot Suyama 陶山 |
| 片尾曲 | 曾經美麗過     | 家家   | 謝宇威、何穎怡、李維菁 | 謝宇威           |
| 插曲   | 明天開始忘記你 | 劉宇珊 | 張蔚然                 | 劉大江           |
| 插曲   | 還是想念       | 家家   | Hush                   | Hush             |
| 插曲   | 漂流           | 家家   | 阿超                   | 阿超、JerryC     |
| 插曲   | 孝敬父母       | 林育群 | 楊金城                 | 楊金城           |
| 插曲   | 這些年那些事   | 沈曉海 | 余欣𦹷                 | 余政憲           |

## 製作團隊
- 總監：張臻䔶、郭元冲
- 監製：胡芝綺、潘光中、雷孝慈
- 編審：朱韻安
- 製作人：甯宜文、江佩珍
- 導演：沈曉海
- 編劇：余家安、彭心楺、張瑋庭、陳資侑、王麗惠、梁子瞭
- 攝影：何逸群
- 燈光：陶龍海
- 美術：洪銘澤
- 化妝：蔡金燕
- 服裝：張麗萍(秦家班)
- 副導：邱淑苹
- 統籌：黃志葦
- 執行：呂偉華
- 動作指導：張崇玹（中泰）
- 製作公司：豐禾多媒體
- 贊助單位：連江縣政府
- 冠名贊助單位:中視-Pay2go電子錢包、中天-胡媽媽干貝醬

## 拍攝場景
- 澎湖篤行十村、莒光新村
- 板橋435藝文特區
- 桃園龜山 憲光二村
- 馬祖北竿 芹壁村
- 宜蘭 利生醫院

## 獲獎與入圍

### 第52屆電視金鐘獎
| 年份   | 獲提名 | 獎項             | 結果 |
| ------ | ------ | ---------------- | ---- |
| 2017年 | 劉德凱 | 戲劇節目男主角獎 | 獲獎 |

## 外部連結
- 中視八點【這些年那些事】 （页面存档备份，存于）
- 這些年，那些事 - 中天電視
- 這些年那些事的Facebook專頁

| 臺灣 中視主頻 每週一至週五 20:00 - 21:00          | 臺灣 中視主頻 每週一至週五 20:00 - 21:00                                                                  | 臺灣 中視主頻 每週一至週五 20:00 - 21:00 |
| ------------------------------------------------- | --- | ---------------------------------------- |
|                                                   | 這些年，那些事 （2017年3月28日－2017年5月22日）                                                           |                                          |
| 必娶女人（重播） （2017年2月23日－2017年3月27日） | 誅仙‧青雲誌（重播） （2017年5月23日－2017年6月8日）一把青（20:00 - 22:00） （2017年6月9日－2017年7月4日） |                                          |

| 臺灣 中天綜合台 每週一至週五 21:00 - 22:00          | 臺灣 中天綜合台 每週一至週五 21:00 - 22:00      | 臺灣 中天綜合台 每週一至週五 21:00 - 22:00 |
| --------------------------------------------------- | ----------------------------------------------- | ------------------------------------------ |
|                                                     | 這些年，那些事 （2017年3月28日－2017年5月22日） |                                            |
| 美好年代（經典版） （2017年2月23日－2017年3月27日） | 老九門（重播） （2017年5月23日－2017年7月21日） |                                            |